# Partido Laborista Escocés (1888)
El Partido Laborista Escocés (SLP), también conocido como Partido Laborista Parlamentario Escocés, fue un partido político escocés, fundado por Robert Bontine Cunninghame Graham, el primer diputado socialista del Parlamento del Reino Unido, que posteriormente sería el primer presidente del Partido Nacional Escocés, y Keir Hardie, que más tarde se convertiría en el primer líder del Partido Laborista Independiente. 
El impulso inicial para la creación del partido fue la infructuosa candidatura laborista independiente presentada por Hardie a las elecciones parciales celebradas en 1888 en Lanarkshire. Había intentado sin éxito obtener el apoyo del Partido Liberal a su candidatura, y la experiencia convenció a muchos de sus seguidores mineros de la necesidad de un partido independiente que representase los intereses del trabajo. La causa apeló además a algunos radicales y su propuesta consiguió el apoyo de la Asociación Radical de Dundee. Como muchos de los primeros miembros del partido, Hardie había estado implicado previamente en la Scottish Land Restoration League. 
Tuvo lugar una reunión preliminar en Glasgow en mayo de 1888, celebrándose la conferencia fundacional el 25 de agosto de ese año. Esta fue presidida por Cunninghame Graham, mientras entre los asistentes se encontraban personalidades como el político nacionalista irlandés John Ferguson, el líder campesino John Murdoch y el reformista agrario Shaw Maxwell, así como el líder minero Robert Smillie. Sin embargo, el movimiento socialista organizado no estuvo implicado inicialmente; tanto la Federación Socialdemócrata como la Liga Socialista boicotearon el congreso. Las diversas facciones tenían perspectivas diferentes sobre el futuro del partido, pero fueron capaces de acordar un programa, en gran medida basado en un borrador escrito por Hardie.
Hardie fue elegido secretario del partido, mientras George Mitchell fue su primer tesorero y Cunninghame Graham su presidente.
R. B. Cunninghame Graham, un firme partidario de la independencia de Escocia, era el principal parlamentario del partido, representante de la circunscripción de Lanarkshire Noroeste entre su salida del Partido Liberal en 1888 y su derrota en las elecciones generales de 1892, cuando se presentó por la circunscripción de Camlachie en Glasgow. Otros dos diputados, Gavin Clark y Charles Conybeare, desempeñaron cargos honoríficos en el partido hasta enero de 1893. Tras su salida, con muchos de los otros radicales, el partido se declaró favorable al socialismo y prohibió a sus dirigentes (pero no a los demás militantes) la doble militancia en otros partidos políticos. El partido presentó otros dos candidatos en 1892: J. Bennett Burleigh por Tradeston (Glasgow) y James MacDonald por Dundee. Los intentos de Cunninghame Graham y Shaw Maxwell por suscribir un pacto de no agresión con los liberales fracasaron, y los candidatos del SLP no lograron buenos resultados electorales.
El partido apoyó inicialmente el movimiento de consejos sindicales de Henry Hyde Champion, pero se mostró preocupado cuando éste formó el Partido Laborista Escocés de los Consejos Sindicales Unidos bajo el liderazgo de Chisholm Robertson, presentándose como un potencial rival del Partido Laborista Escocés. Sin embargo, el movimiento de Champion se marchitó pronto, aunque sirvió para llevar a algunos consejos sindicales a posiciones favorables a presentar candidatos laboristas independientes a las elecciones, y a una mayor cooperación con el Partido Laborista Escocés.
En 1894, Hardie fue elegido presidente del nuevo Partido Laborista Independiente (ILP), y la inmensa mayoría de los miembros del Partido Laborista Escocés le apoyaron. A comienzos de 1895 el SLP se disolvió en el ILP.

## Resultados electorales

### Elecciones generales de 1892
| Circunscripción   | Candidato                 | Nº votos | %    | Posición |
| ----------------- | ------------------------- | -------- | ---- | -------- |
| Dundee            | James MacDonald           | 354      | 1,3  | 5º       |
| Glasgow Camlachie | Robert Cunninghame-Graham | 906      | 11,9 | 3º       |
| Glasgow Tradeston | Bennet Burleigh           | 783      | 10,7 | 3º       |